# Clara Blandick
Clara Blandick, nata Clara Dickey (Hong Kong, 4 giugno 1876 – Hollywood, 15 aprile 1962), è stata un'attrice statunitense.

## Biografia
Figlia di Hattie Mudgett e di Isaac B. Dickey, Clara nacque a bordo della "Willard Mudgett" mentre la nave, che era capitanata da suo padre Isaac, era ancorata nel porto di Hong Kong. La famiglia di Clara andò poi ad abitare a Quincy, nel Massachusetts.

### Carriera artistica
Cresciuta a Boston, Clara vi incontrò il famoso attore shakespeariano E. H. Sothern con il quale recitò nella commedia Richard Lovelace. Nel 1900, volendo continuare a fare l'attrice, lasciò Boston per New York. Ottenne il suo primo ruolo da professionista nel 1901 al Garden Theatre in If I Were King. Acclamata interprete di The Christian, venne definita dalla critica dell'epoca "delicata, minuta e graziosa". Nel 1903, interpretò il personaggio di Gwendolyn alla prima di Raffles The Amateur Cracksman, dove recitava a fianco di Kyrle Bellew.
Iniziò la sua carriera cinematografica all'epoca del muto, nel 1911, nel cortometraggio The Maid's Double, prodotto dalla Kalem Company, casa di produzione per cui girò gran parte dei suoi primissimi film.
Durante la prima guerra mondiale, l'attrice lavorò come volontaria per le forze militari statunitensi in Francia. Continuò la sua carriera teatrale e, occasionalmente, apparve anche sullo schermo. Nel 1924, la sua interpretazione di Hell-Bent Fer Heaven, un lavoro teatrale che aveva vinto il Premio Pulitzer, riscosse critiche entusiaste.
La sua fama è data soprattutto per aver interpretato zia Emma nel film Il mago di Oz del 1939. Un'altra sua nota interpretazione è quella di Polly, la zia di Tom Sawyer.
Nella sua carriera, Clara Blandick girò 122 film e prese parte, tra il 1949 e il 1951, a due episodi tv.

### Morte
Il 15 aprile 1962, all'età di 85 anni, una volta tornata dalla funzione religiosa della Domenica delle Palme, preparò la sua casa mettendo in ordine tutte le foto di famiglia, ritagli di giornale e i cimeli della sua carriera. Impeccabilmente pettinata e vestita con un'elegante vestaglia color blu reale, si sdraiò sul divano e, dopo aver assunto una forte dose di barbiturici, si mise una coperta d'oro sulle spalle e si soffocò legandosi una busta di plastica al collo. Il corpo della Blandick fu scoperto quello stesso giorno dalla padrona di casa, Helen Mason, insieme al seguente biglietto d'addio: "Sto per fare la grande avventura. Non posso più sopportare questo dolore straziante. È su tutto il mio corpo. Né posso affrontare la cecità imminente. Prego il Signore di prendere la mia anima. Amen".
Le sue ceneri furono sepolte all'interno di un mausoleo del Forest Lawn Memorial Park, a Glendale, accanto a quelle di sua sorella, Marcia D. Young, e del marito di quest'ultima, George. Riposa a pochi metri dalla tomba di Charley Grapewin, interprete di zio Henry nonché suo marito nel Mago di Oz.

## Vita privata
Clara Blandick si sposò il 7 dicembre 1905 a New York con l'ingegnere minerario Harry Staunton Elliott. Dal matrimonio non nacquero figli. La coppia si separò nel 1910, divorziando in seguito nel 1912.

## Filmografia
La filmografia è completa e si basa sull'IMDb.

### Cinema
- Mrs. Black Is Back, regia di Thomas N. Heffron (1914)
- The Stolen Triumph, regia di David Thompson (1916)
- Peggy, the Will O' the Wisp, regia di Tod Browning (1917)
- Wise Girls, regia di E. Mason Hopper (1929)
- La corsa all'amore (Burning Up), regia di A. Edward Sutherland (1930)
- Come rubai mia moglie (The Girl Said No), regia di Sam Wood (1930)
- Men Are Like That, regia di Frank Tuttle (1930)
- Ombre e luci (The Sins of the Children), regia di Sam Wood (1930)
- Romanzo (Romance), regia di Clarence Brown (1930)
- L'ultimo eroe (The Last of the Duanes), regia di Alfred L. Werker (1930)
- Tom Sawyer, regia di John Cromwell (1930)
- Once a Sinner, regia di Guthrie McClintic (1931)
- La modella (Inspiration), regia di Clarence Brown (1931)
- The Easiest Way, regia di Jack Conway (1931)
- The Drums of Jeopardy, regia di George B. Seitz (1931)
- It's a Wise Child, regia di Robert Z. Leonard (1931)
- La piccola amica (Daybreak), regia di Jacques Feyder (1931)
- Laughing Sinners, regia di Harry Beaumont (1931)
- Per una donna (I Take This Woman), regia di Marion Gering (1931)
- Huckleberry Finn, regia di Norman Taurog (1931)
- Corsa alla vanità (Bought!), regia di Archie Mayo (1931)
- Murder at Midnight, regia di Frank R. Strayer (1931)
- New Adventures of Get Rich Quick Wallingford, regia di Sam Wood (1931)
- L'amante (Possessed), regia di Clarence Brown (1931)
- Perfidia (Shopworn), regia di Nicholas Grinde (Nick Grinde) (1932)
- The Wet Parade, regia di (non accreditato) Victor Fleming (1932)
- Il delitto di Clara Deane (The Strange Case of Clara Deane), regia di Louis J. Gasnier e Max Marcin (1932)
- Two Against the World, regia di Archie Mayo (1932)
- L'angelo della vita (Life Begins), regia di James Flood, Elliott Nugent (1932)
- Three on a Match, regia di Mervyn LeRoy (1932)
- Labbra proibite (Rockabye), regia di George Cukor, George Fitzmaurice (1932)
- L'amaro tè del generale Yen (The Bitter Tea of General Yen), regia di Frank Capra (1933)
- Il prezzo del piacere (Child of Manhattan), regia di Edward Buzzell (1933)
- The Mind Reader, regia di Roy Del Ruth (1933)
- Three-Cornered Moon, regia di Elliott Nugent (1933)
- Turn Back the Clock, regia di Edgar Selwyn (1933)
- Convegno d'amore (One Sunday Afternoon), regia di Stephen Roberts (1933)
- Charlie Chan's Greatest Case, regia di Hamilton MacFadden (1933)
- Sempre nel mio cuore (Ever in My Heart), regia di Archie Mayo (1933)
- Verso Hollywood (Going Hollywood), regia di Raoul Walsh (1933)
- Beloved, regia di Victor Schertzinger (1934)
- As the Earth Turns, regia di Alfred E. Green (1934)
- The Show-Off, regia di Charles Reisner (1934)
- Harold Teen, regia di Murray Roth (1934)
- Tramonto (Sisters Under the Skin), regia di David Burton (1934)
- Pura al cento per cento (The Girl from Missouri), regia di Jack Conway, Sam Wood (1934)
- The President Vanishes, regia di William A. Wellman (1934)
- Jealousy, regia di Roy William Neill (1934)
- Strettamente confidenziale (Broadway Bill), regia di Frank Capra (1934)
- Fugitive Lady, regia di Albert S. Rogell (1934)
- The Winning Ticket, regia di Charles Reisner (1935)
- Transient Lady, regia di Edward Buzzell (1935)
- Straight from the Heart, regia di Scott R. Beal (1935)
- Princess O'Hara, regia di David Burton (1935)
- Party Wire, regia di Erle C. Kenton (1935)
- Il sentiero del pino solitario (The Trail of the Lonesome Pine), regia di Henry Hathaway (1936)
- Avorio nero (Anthony Adverse), regia di Mervyn LeRoy, Michael Curtiz (1936)
- Hearts Divided, regia di Frank Borzage (1936)
- L'uomo ucciso due volte (The Case of the Velvet Claws), regia di William Clemens (1936)
- Troppo amata (The Gorgeous Hussy), regia di Clarence Brown (1936)
- Viaggio di nozze (In His Steps), regia di Karl Brown (1936)
- Make Way for a Lady, regia di David Burton (1936)
- Tradimento (Her Husband's Secretary), regia di Frank McDonald (1937)
- È nata una stella (A Star Is Born), regia di William A. Wellman (1937)
- Ali nella bufera (Wings Over Honolulu), regia di H.C. Potter (1937)
- The League of Frightened Men, regia di Alfred E. Green (1937)
- The Road Back, regia di James Whale (1937)
- New York si diverte (You Can't Have Everything), regia di Norman Taurog (1937)
- Invito alla felicità (Small Town Boy), regia di Glenn Tryon (1937)
- My Old Kentucky Home, regia di Lambert Hillyer (1938)
- Il prode faraone (Professor Beware), regia di Elliott Nugent (1938)
- Crime Ring, regia di Leslie Goodwins (1938)
- Swing, Sister, Swing, regia di Joseph Santley (1938)
- Tom Sawyer, Detective, regia di Louis King (1938)
- Le avventure di Huckleberry Finn (The Adventures of Huckleberry Finn), regia di Richard Thorpe (1939)
- I Was a Convict, regia di Aubrey Scotto (1939)
- Il mago di Oz  (The Wizard of Oz), regia di Victor Fleming (1939)
- The Star Maker, regia di Roy Del Ruth (1939)
- La più grande avventura (Drums Along the Mohawk), regia di John Ford (1939)
- Main Street Lawyer, regia di Dudley Murphy (1939)
- Il canto del fiume (Swanee River), regia di Sidney Lanfield (1939)
- Tomboy, regia di Robert F. McGowan (1940)
- Anne of Windy Poplars, regia di Jack Hively (1940)
- Dreaming Out Loud, regia di Harold Young (1940)
- Giubbe rosse (North West Mounted Police), regia di Cecil B. DeMille (1940)
- Youth Will Be Served, regia di Otto Brower (1940)
- Il circo insanguinato (The Wagons Roll at Night), regia di Ray Enright (1941)
- The Nurse's Secret, regia di Noel M. Smith (1941)
- The Get-Away, regia di Edward Buzzell, Richard Rosson (1941)
- Il bazar delle follie (The Big Store), regia di Charles Reisner (1941)
- Private Nurse, regia di David Burton (1941)
- La prima è stata Eva (It Started with Eve), regia di Henry Koster (1941)
- Un piede in paradiso (One Foot in Heaven), regia di Irving Rapper (1941)
- Ragazze che sognano (Rings on Her Fingers), regia di Rouben Mamoulian (1942)
- Le stranezze di Jane Palmer (Lady in a Jam), regia di Gregory La Cava (1942)
- Il sentiero della gloria (Gentleman Jim), regia di Raoul Walsh (1942)
- Mademoiselle Du Barry (DuBarry Was a Lady), regia di Roy Del Ruth (1943)
- Dixie, regia di A. Edward Sutherland (1943)
- Il cielo può attendere (Heaven Can Wait), regia di Ernst Lubitsch (1943)
- Shadow of Suspicion, regia di William Beaudine (1944)
- California (Can't Help Singing), regia di Frank Ryan (1944)
- Fiamma dell'ovest (Frontier Gal), regia di Charles Lamont (1945)
- Pillow of Death, regia di Wallace Fox (1945)
- People Are Funny, regia di Sam White (1946)
- La vita è nostra (Claudia and David), regia di Walter Lang (1946)
- Un genio in famiglia (So Goes My Love), regia di Frank Ryan (1946)
- L'anima e il volto (A Stolen Life), regia di Curtis Bernhardt (1946)
- La donna lupo di Londra (She-Wolf of London), regia di Jean Yarbrough (1946)
- Philo Vance Returns, regia di William Beaudine (1947)
- Vita col padre (Life with Father), regia di Michael Curtiz (1947)
- La sposa ribelle (The Bride Goes Wild), regia di Norman Taurog (1948)
- Purificazione (Mr. Soft Touch), regia di Henry Levin e Gordon Douglas (1949)
- Roots in the Soil, regia di Wallace Fox (1949)
- La chiave della città (Key to the City), regia di George Sidney (1950)
- Sei canaglia ma ti amo (Love That Brute), regia di Alexander Hall (1950)

### Televisione
- The Silver Theatre - serie TV, episodio "The Guiding Star" (1949)
- The Bigelow Theatre - serie TV, episodio "Always a Bridesmaid" (1951)

### Cortometraggi
- The Maid's Double (1911)
- His Inspiration, regia di Tom Moore (1914)
- The Cabaret Singer, regia di Tom Moore (1915)
- The Seventh Commandment, regia di Tom Moore (1915)
- The Legacy of Folly, regia di Tom Moore (1915)
- Poor Aubrey, regia di Bryan Foy (1930)
- Alice in Movieland, regia di Jean Negulesco (1940)

### Documentari
- La gioia della vita (Riding High), regia di Frank Capra (1950)
- The Wizard of Oz, episodio tv di Ford Star Jubilee
- The Wonderful Wizard of Oz: 50 Years of Magic
- Because of the Wonderful Things It Does: The Legacy of Oz

## Doppiatrici italiane
- Giovanna Scotto ne Il mago di Oz (ed. 1949)
- Laura Rizzoli ne Il mago di Oz (ed. 1985)
- Velia Cruicchi Galvani in Il cielo può attendere
- Lola Braccini in Il circo insanguinato, L'anima e il volto